# Fukuyama-Reduktion

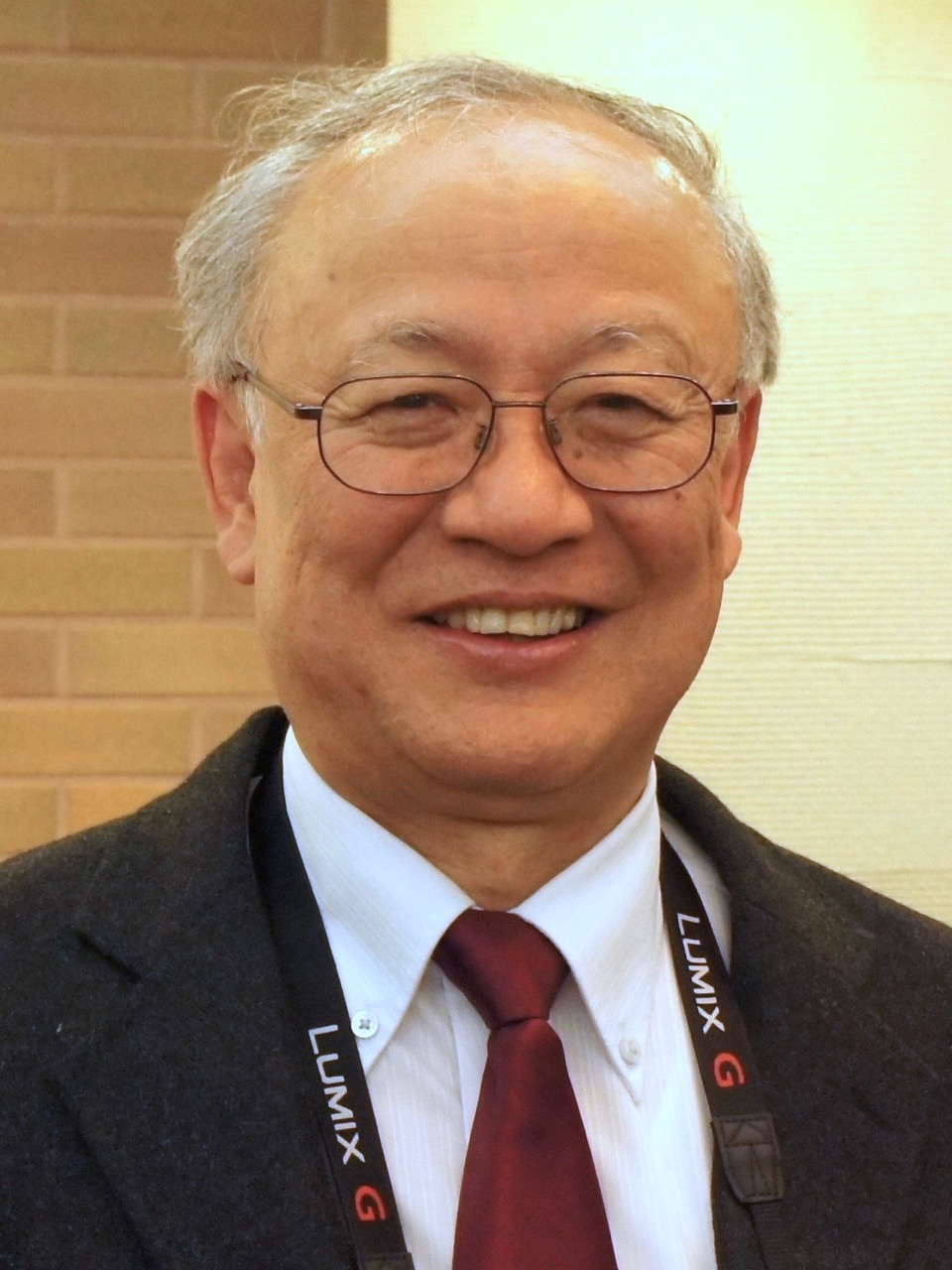
Tohru Fukuyama (2016)

Die Fukuyama-Reduktion ist eine Namensreaktion der organischen Chemie aus dem Jahr 1990. Sie wurde nach dem japanischen Chemiker Tohru Fukuyama (* 1948) benannt und dient zur Synthese von Aldehyden. Dazu wird ein Thiolester mit Triethylsilan in Gegenwart eines Palladium-Katalysators umgesetzt.

## Übersichtsreaktion
Die Reaktion findet zwischen einem Thiolester und Triethylsilan statt. Dabei wird fein verteiltes Palladium auf Aktivkohle als Katalysator eingesetzt. Der Rest R in den Strukturformeln des Thiolesters und Aldehyds steht für einen organischen Rest.
Die Fukuyama-Reduktion wird innerhalb der Synthese von Aldehyden aus Carbonsäuren eingesetzt. Bei diesem Syntheseweg fungieren die Carbonsäuren als Ausgangsstoffe, aus  denen Thiolester für die Fukuyama-Reduktion synthetisiert werden. Auf diese Weise kann eine weitere Reduktion des Aldehyds zum Alkohol vermieden werden. Gleichzeitig stellt die Fukuyama-Reduktion ein besonders mildes Verfahren dar, welches zahlreiche funktionelle Gruppen unverändert überstehen.

## Katalysezyklus
Die Fukuyama-Reduktion wird durch Palladium katalysiert. Es handelt sich hierbei um eine Kreuzkupplung, welche durch den nachfolgenden Katalysezyklus veranschaulicht werden soll:

Zunächst reagiert der Thiolester 1 mit dem Palladiumkatalysator zur Zwischenstufe 2. Da das Palladium oxidiert wird, bezeichnet man diesen Schritt als oxidative Addition. Es folgt die Reaktion der Zwischenstufe 2 mit dem Triethylsilan zur Zwischenstufe 3. Weil es hierbei zum Austausch organischer Reste zwischen zwei metallorganischen Verbindungen kommt, handelt es sich bei diesem Vorgang um eine Transmetallierung. Schließlich wird in einer reduktiven Eliminierung (Umkehrung der oxidativen Addition) das Palladium aus der Zwischenstufe 3 eliminiert und es entsteht ein Aldehyd.